# Antarctosuchus polyodon
L'antarctosuco (Antarctosuchus polyodon Sidor, Steyer & Hammer, 2014) è un anfibio estinto, appartenente ai temnospondili. Visse nel Triassico medio (circa 242 milioni di anni fa) e i suoi resti fossili sono stati ritrovati in Antartide.

## Descrizione
Come suggerisce il suo nome specifico (polyodon, ovvero "molti denti"), la caratteristica principale di Antarctosuchus era data dalla presenza di numerosi denti estremamente piccoli, posti sulle ossa mascellari, palatine ed ectopterigoidee. L'aspetto di Antarctosuchus doveva altrimenti richiamare quello degli altri anfibi temnospondili tipici del Triassico, con un grande cranio piatto e occhi posti sulla parte dorsale dello stesso. Altre caratteristiche distintive (autapomorfie) di Antarctosuchus sono la fila di denti paracoanali che si estende ben oltre la parte posteriore della coana, e i condili occipitali posti vicino alla parte mediana del cranio. Quest'ultimo possedeva, inoltre, canali ben sviluppati della linea laterale.

## Classificazione
Antarctosuchus è stato descritto per la prima volta nel 2014, sulla base di resti fossili ritrovati nelle Montagne Transantartiche, nella Formazione Fremouw in Antartide. Un'analisi filogenetica indica che Antarctosuchus era un membro dei capitosauroidi, un gruppo di anfibi temnospondili dal grande corpo e dall'aspetto vagamente simile a quello dei coccodrilli; in particolare, sembra che questo animale fosse il sister taxon di Paracyclotosaurus crookshanki dell'India (Sidor et al., 2014).

## Paleoecologia
Il particolare tipo di dentatura fa supporre che Antarctosuchus fosse specializzato nella caccia a piccole prede, forse invertebrati. I canali sensori della linea laterale ben sviluppati indicano che il suo stile di vita era strettamente acquatico. Antarctosuchus polyodon è l'unica specie di temnospondilo endemica della formazione Fremouw, eccezion fatta per Kryostega collinsoni; nella formazione sono stati ritrovati altri fossili di anfibi, tra cui resti indeterminati riferiti ai bentosuchidi e un frammento cranico attribuito a Parotosuchus.